# إستفان مارتون
إستفان مارتون (مواليد 15 نوفمبر 1944) هو مبارز بالسيف مجري، مثّل بلاده في الألعاب الأولمبية الصيفية 1972.

## روابط رياضية
إستفان مارتون على موقع أوليمبيديا (الإنجليزية)